# Бестшикув-Великий
Бестшикув-Великий (пол. Biestrzyków Wielki) — село в Польщі, у гміні Кобелі-Великі Радомщанського повіту Лодзинського воєводства.
Населення — 133 особи (2011).
У 1975-1998 роках село належало до Пйотрковського воєводства.

## Демографія
Демографічна структура станом на 31 березня 2011 року:
|          | Загалом | Допрацездатний вік | Працездатний вік | Постпрацездатний вік |
| -------- | ------- | ------------------ | ---------------- | -------------------- |
| Чоловіки | 72      | 12                 | 50               | 10                   |
| Жінки    | 61      | 12                 | 32               | 17                   |
| Разом    | 133     | 24                 | 82               | 27                   |